# Amineptyna
Amineptyna – organiczny związek chemiczny, trójcykliczny lek przeciwdepresyjny. Jego działanie polega na selektywnym blokowaniu wychwytu zwrotnego dopaminy i (słabiej) noradrenaliny. Do 2005 roku została wycofana ze sprzedaży w większości krajów (obecnie stosowana tylko w Grecji pod nazwą handlową Survector) ze względu na możliwe działanie hepatotoksyczne.